# Интегрин бета-5
Интегрин бета-5 (β5) — мембранный белок, гликопротеин из надсемейства интегринов, продукт гена ITGB5, бета-субъединица интегрина αVβ5, рецептора для витронектина. Ген был впервые клонирован в 1990 году. 

## Функции
Интегрин альфа-V/бета-5 (αVβ5) является рецептором для витронектина и в меньшей степени для фибронектина. Распознаёт специфическую аминокислотную последовательность глицин-пролин-аргинин (R-G-D).
Взаимодействует с клеточными белками PTK2, аннексином A5 и PAK4.

## Структура
Интегрин бета-5 состоит из 776 аминокислот, молекулярная масса белковой части — 88,1 кДа. N-концевой участок (696 аминокислот) является внеклеточным, далее расположен единственный трансмембранный фрагмент и внутриклеточный фрагмент (57 аминокислот). Внеклеточный фрагмент включает 4 повтора, PSI и VWFA домены, до 8 участков N-гликозилирования. 
Интегрин бета-5 образует гетеродимерный комплекс, связываясь с альфа-субъединицей альфа-V. Идентичность бета-5 с  другим членом семейства бета-интегринов бета-3 составляет 56%, что делает эти два интегрина наиболее близкими друг к другу.

## Тканевая специфичность
Интегрин бета-5 широко экспрессирован в различных тканях.

## См.также
- Интегрины